# بیلز، ویکتوریا
بیلز (به انگلیسی: Bayles) یک شهرک در استرالیا است که در ویکتوریا (استرالیا) واقع شده‌است.